# Phyllis Bay
Phyllis Bay är en bukt i Sydgeorgien och Sydsandwichöarna (Storbritannien). Den ligger i den sydöstra delen av Sydgeorgien och Sydsandwichöarna. Phyllis Bay ligger på ön Montagu Island.